# Eishockey-Bayernliga 1991/92
Die Eishockey-Bayernliga 1991/92 wurde unter dem Dach des „Bayerischen Eissportverbandes“ (BEV) organisiert und ist die höchste Spielklasse des Landesverbandes Bayern. Die Bayernliga war nach der Bundesliga, der 2. Bundesliga, Oberliga und Regionalliga eine der fünfthöchsten Spielklassen im deutschen Eishockey.

## Saisonverlauf
Die Eishockey-Bayernliga 1991/92 war die 24. Ausspielung dieser Liga. Meister und Aufsteiger in die Regionalliga Süd 1992/93 wurde der ETC Crimmitschau, die Gastmannschaft aus Sachsen. Neben dem Vizemeister ERC Haßfurt gehörte auch der EC Ulm/Neu-Ulm zu den Aufsteigern. Alle drei Mannschaften haben sich über die Aufstiegsrelegation zur Regionalliga Süd qualifizieren können. Die Absteiger waren der ETC Höhenkirchen, EV Mittenwald, EHC Bad Aibling und ERSC Ottobrunn.

### Modus
Die 20 Teilnehmer spielten eine Einfachrunde in zwei Gruppen (A und B) zu je zehn Mannschaften. Die Plätze eins und zwei jeder Gruppe spielten im Playoffmodus „best of two“ die Plätze eins bis vier aus und waren zugleich für die Aufstiegsspiele zur Regionalliga Süd qualifiziert. Die restlichen Teams ermittelten in einer Abstiegsrunde, ebenfalls wieder in zwei Gruppen, die drei Absteiger in die Landesligen.

## Teilnehmer
Nicht mehr dabei waren die Auf- und Absteiger der Vorsaison. Neu hinzukamen ein Absteiger (A) aus der Regionalliga Süd und die Aufsteiger (N) aus den Landesligen.
| Gruppe A - EV Fürstenfeldbruck - ESV Burgau (Aufsteiger) - EV Mittenwald (Aufsteiger) - ERC Lechbruck (Absteiger) - EC Ulm/Neu-Ulm (Aufsteiger) | Gruppe A - ERC Haßfurt - ESV Buchloe - SC Bad Kissingen - ETC Höhenkirchen - SC Reichersbeuern | Gruppe B - EV Pegnitz - ESC Vilshofen - TSV Trostberg - EHC Bad Aibling - ERSC Ottobrunn | Gruppe B - EC Pfaffenhofen - ETC Crimmitschau * - DEC Frillense-Inzell - EC Erkersreuth (Aufsteiger) - ESC Holzkirchen (Aufsteiger) |

### Hauptrunde
| Gruppe A | Gruppe A            | Gruppe A | Gruppe A | Gruppe A | Gruppe A |
| Pl.      | Verein              | Sp       | Tore     | Diff.    | Pkte.    |
| -------- | ------------------- | -------- | -------- | -------- | -------- |
| 1.       | ERC Haßfurt         | 18       | 140:92   | +48      | 31       |
| 2.       | ERC Lechbruck (A)   | 18       | 96:67    | +29      | 25       |
| 3.       | EC Ulm/Neu-Ulm (N)  | 18       | 106:96   | +10      | 22       |
| 4.       | SC Bad Kissingen    | 18       | 125:90   | +35      | 20       |
| 5.       | EV Fürstenfeldbruck | 18       | 84:80    | +4       | 20       |
| 6.       | EC Pfaffenhofen     | 18       | 127:104  | +23      | 19       |
| 7.       | ESV Burgau (N)      | 18       | 97:103   | −6       | 16       |
| 8.       | SC Reichersbeuern   | 18       | 106:107  | −1       | 15       |
| 9.       | ESV Buchloe         | 18       | 81:159   | −78      | 7        |
| 10       | EV Mittenwald (N)   | 18       | 66:130   | −64      | 5        |

| Gruppe B | Gruppe B              | Gruppe B | Gruppe B | Gruppe B | Gruppe B |
| Pl.      | Verein                | Sp       | Tore     | Diff.    | Pkte.    |
| -------- | --------------------- | -------- | -------- | -------- | -------- |
| 1.       | ETC Crimmitschau *    | 18       | 125:48   | +77      | 31       |
| 2.       | TSV Trostberg         | 18       | 134:85   | +49      | 26       |
| 3.       | ESC Holzkirchen (N)   | 18       | 109:74   | +35      | 24       |
| 4.       | ESC Vilshofen         | 18       | 99:92    | +7       | 23       |
| 5.       | EV Pegnitz            | 18       | 112:112  | 0        | 21       |
| 6.       | DEC Frillensee-Inzell | 18       | 67:81    | −14      | 16       |
| 7.       | ETC Höhenkirchen      | 18       | 83:83    | 0        | 15       |
| 8.       | EHC Bad Aibling       | 18       | 30:96    | −66      | 13       |
| 9.       | EC Erkersreuth (N)    | 18       | 86:122   | −36      | 9        |
| 10       | ERSC Ottobrunn        | 18       | 41:143   | −102     | 2        |

- (A) = Absteiger (N) = Neu in der Liga, Aufstiegsrundenteilnehmer = fett gedruckt,  Gastmannschaft aus Sachsen *
- Meister Gruppe A = EV Bad Wörishofen – Meister Gruppe B = ESV Moosburg
-  Bayerischer Meister und Aufsteiger  Aufsteiger in die Regionalliga 1992/93
-  für die Bayernliga 1992/93 qualifiziert  Absteiger nach den Abstiegsrunden

### Playoffs
Gesamtergebnisse nach Hin- und Rückspiel.
- Finale: ERC Haßfurt: ETC Crimmitschau 10:12
- Spiel um Platz drei: ERC Lechbruck: TSV Trostberg 10:26
- Bayerischer Meister 1991/92 wurde der ETC Crimmitschau.

### Abstiegsrunde
| Gruppe A | Gruppe A            | Gruppe A | Gruppe A | Gruppe A | Gruppe A |
| Pl.      | Verein              | Sp       | Tore     | Diff.    | Pkte.    |
| -------- | ------------------- | -------- | -------- | -------- | -------- |
| 1.       | SC Reichersbeuern   | 6        | 31:28    | +3       | 8        |
| 2.       | EC Pfaffenhofen     | 6        | 38:30    | +8       | 6        |
| 3.       | EC Erkersreuth (N)  | 6        | 24:34    | −10      | 6        |
| 4.       | ETC Höhenkirchen    | 6        | 31:32    | −1       | 4        |
| 5.       | EV Mittenwald (N R) | −        | −        | −        | −        |

| Gruppe B | Gruppe B              | Gruppe B | Gruppe B | Gruppe B | Gruppe B |
| Pl.      | Verein                | Sp       | Tore     | Diff.    | Pkte.    |
| -------- | --------------------- | -------- | -------- | -------- | -------- |
| 1.       | DEC Frillensee-Inzell | 8        | 45:30    | +15      | 11       |
| 2.       | ESV Buchloe           | 8        | 41:36    | +5       | 10       |
| 3.       | ESV Burgau (N)        | 8        | 45:36    | +9       | 9        |
| 4.       | EHC Bad Aibling       | 8        | 45:41    | +4       | 9        |
| 5.       | ERSC Ottobrunn        | 8        | 15:48    | −33      | 1        |

(A) = Absteiger (N) = Neu in der Liga (R) = Rückzug, Absteiger in die Landesligen = fett gedruckt
- Der EV Mittenwald hat seine Mannschaft noch vor den Abstiegsrunden zurückgezogen
- Absteiger in die Landesliga Bayern waren der ETC Höhenkirchen, EV Mittenwald, EHC Bad Aibling und ERSC Ottobrunn.

## Aufstiegsrelegation
An der vom DEB ausgerichteten Aufstiegsrunde zur Regionalliga Süd 1992/93 nahmen zehn Teams der Bayernliga und die Plätze acht bis zwölf der Regionalliga Süd 1991/92 teil. Dabei konnten sich die Bayernligateams des ETC Crimmitschau, ERC Haßfurt und des EC Ulm/Neu-Ulm für die Regionalliga Süd qualifizieren.